# 衝擊合唱團
冲撞乐队（英語：The Clash）是成立于1976年的英国朋克乐队，是英国朋克摇滚浪潮的重要乐队之一。他们还影响了之后的后朋克和新浪潮运动，并将雷鬼、斯卡、Dub、放克、饶舌与山地摇滚在内的多种风格与朋克摇滚融合。在乐队的大部分录音和演出中，冲撞乐队主要由主唱、节奏吉他手乔·斯特拉莫（Joe Strummer）、主奏吉他手、副唱米克·琼斯（Mick Jones）、贝斯手保罗·西蒙侬（Paul Simonon）与鼓手尼基·「托帕」·黑登（Nicky "Topper" Headon）组成。
冲撞乐队在英国取得了商业和评论的双重成功，这一乐队在1977年发行的同名专辑开启了他们在英国成功的大门。1979年12月，乐队在英国发行了第三张专辑，该专辑1980年1月在美国发行，此后冲撞乐队在美国的人气暴涨。《London Calling》得到了评论的一致喝采，被1989年的《滚石杂志》称为1980年代的最佳专辑。1982年，队内对鼓手黑登日益严重的海洛因成瘾问题产生摩擦，导致黑登离队。次年，进一步的内部分歧爆发导致琼斯也退出乐队。乐队尝试招募新成员以继续活动，乐队的最后一张专辑《Cut the Crap》于1985年以新阵容发布，随后乐队在1986年初解散。
冲撞乐队政治化的歌词、音乐上的实验与叛逆的态度，为摇滚音乐——尤其是另类摇滚——带来了深远的影响，有着“唯一重要的乐队”的美名，而这一美名也是哥伦比亚唱片的宣传口号。
乐队主唱乔·斯特拉默在2002年12月22日因先天性心脏病不幸辞世，年仅50岁。2003年1月，在乔·斯特拉莫去世后不久，包括原鼓手泰利·柴姆斯在内的乐队成员入选摇滚名人堂。2004年，《滚石》将The Clash排名在“史上百大歌手”的第28位。

## 历史

### 起源：1974 - 1976
在乐队成立前，其创始成员活跃于伦敦音乐界的不同领域。
1974年，约翰·格雷厄姆·梅勒（John Graham Mellor）与阿尔瓦罗·佩纳-罗哈斯（Alvaro Pena-Rojas）共同组建了一支英国酒吧摇滚乐队「The 101ers」，并以「Woody Mellor」为艺名在乐队中担任主唱和节奏吉他手。他也时不时会进行一些街头表演，由于在伦敦地铁上演奏乌克里里时粗糙的拨弦技巧而自称乔·斯特拉莫（Joe Strummer，意为拨弦人约翰），这也成为了他之后最广为人知的艺名。
米克·琼斯曾经是前朋克乐队「London SS」的吉他手，该乐队成立于1975年3月，乐队从未举办过现场演出，将活动的大部分时间都用来排练，在解散时也只录制了一张Demo。London SS 乐队由伯纳德·罗兹（Bernard Rhodes）管理，他有时会和管理着性手枪乐队的经纪人马尔科姆·麦克拉伦（Malcolm McLaren）进行合作，也促成了London SS与性手枪的结识，琼斯和他的乐队成员与格伦·马特洛克（Glen Matlock）和斯蒂夫·琼斯（Steve Jones）交情甚笃，后者还协助London SS选拔有潜力的新成员进行试演，其中，保罗·西蒙侬（Paul Simonon）尝试了声乐，泰利·柴姆斯（Terry Chimes）尝试了鼓手，但最终均未入选。而尼基·黑登在London SS当了一个星期的鼓手就离队了。
1976年初，London SS解散，但罗兹继续担任琼斯的经理。二月，琼斯第一次观看了性手枪的演出：“你一下子就感觉对头了，（音乐的发展形势）从现在开始会是这样的。那是一种与以前发生过的都非常不同、还有点危险的新场景和新价值观。”受罗兹的启发，琼斯于三月联系了西蒙侬，并建议他学习一种乐器以便加入琼斯正在组织的新乐队。不久之后，由琼斯作为主音吉他手、西蒙侬作为贝斯手、基思·莱文（Keith Levene）作为副音吉他手以及“随便我们能找到的任何人”作为鼓手所组成的乐队开始排练。柴姆斯也被邀请为新乐队试演。
同时，乐队仍在寻找主唱。柴姆斯回忆起一位“就像我们一样在十八、九岁左右”，名叫比利·瓦茨（Billy Watts）的人曾经当过一段时间的主唱并想邀请其加入。但同时罗兹发现了斯特拉莫，与斯特拉莫进行了初步接触。琼斯和莱文都曾看过斯特拉莫的表演，并留下了深刻印象。四月，他被乐队邀请进行一场表演，而他在演出现场看到了作为开场表演者的性手枪，并被其独特的风格所震惊：

「我知道有些事发生了，于是我走进了相对稀疏的人群。然后我跟我擤着鼻涕的手帕一起看到了未来。一切立刻清晰了起来。原来的酒吧摇滚是那种『嗨，你们这群醉鬼，我要开始演奏了，希望你们喜欢我的演奏。』那个周二晚上，性手枪出场以后的态度却是『这些是我们的曲子，你们喜不喜欢我他妈的一点儿不走心。就是哪怕你们恨得不行了我们也要唱完。』」

「第一首歌刚播了五秒，我们就觉得自己是昨天的老报纸了。」看到性手枪的表演，斯特拉莫得出这样的结论，酒吧摇滚和The 101ers的时代已经结束，而朋克摇滚才是未来。
5月30日，罗兹和莱文在一场101'ers的演出结束后找到斯特拉莫，并邀请他在 Davis Road 的乐队排练地点见面。斯特拉莫一到场，莱文就演奏了斯特拉莫自己创作的曲子《Keys to Your Heart》表示欢迎。
罗兹给了斯特拉莫48小时的时间来决定是否要正式加入这支新乐队，并称这支新乐队将“与性手枪媲美”。斯特拉莫在一天之内就答应了。后来，西蒙侬评论说：“在乔加入我们以后一切都走向正轨了。”（Once we had Joe on board it all started to come together.）斯特拉莫将乐队介绍给他的老同学帕布罗·拉布里坦（Pablo LaBritain），拉布里坦曾在斯特拉莫与乐队的前几次排练担任鼓手，不过他与乐队的合作时间并不长，紧接着就加入了999乐队，而泰利·柴姆斯——琼斯后来称柴姆斯为他们圈子里“最好的鼓手”之一——成为了乐队的常任鼓手。
后来，在乐队的纪录片《Westway to the World》中，琼斯还说：「我认为泰利并没有正式被聘请之类的。他只是一直和我们一起玩。」柴姆斯在初次见到斯特拉莫时并不喜欢他：「当时他大概是二十二、三岁，对当时的我来说有点老。而且他还喜欢穿那种复古风格的衣服，嗓音也很沙哑。」乐队曾短暂地以「Weak Heartdrops」和「Psychotic Negatives」为队名，后来，西蒙侬想出了乐队的知名度最广的正式名称「Clash」。他后来在纪录片里解释了名字的起源：「我看报纸的时候经常看见『冲突（Clash）』这个词语反复出现，这个词就一直萦绕在我的脑子里，后来我就跟我的队友说『叫冲突怎么样？』，他们又和伯纳德提议，最后大家都同意了。」

### 早期表演与发展：1976
1976年7月4日，由于乐队希望在另一支有London SS前成员参与的乐队The Damned之前登台，乐队在谢菲尔德的黑天鹅夜总会（Black Swan）进行首演，同时为性手枪的演出提供支持。这时斯特拉莫参与乐队排练还不到一个月。演出结束后，莱文觉得自己没有被乐队重视，他在黑天鹅俱乐部跟性手枪的主唱约翰·利登（艺名Johnny Rotten）建议，如果性手枪解散，他们可以一起组新乐队。两天后，The Damned乐队在威斯敏斯特市的100 Club进行首演。
乐队首演结束几个小时后，包括The Clash、性手枪在内的许多伦敦知名朋克参加了纽约市朋克摇滚乐队雷蒙斯在Dingwalls的演出。根据斯特拉莫的说法：「雷蒙斯第一张专辑对当初的氛围有多重要是无法形容的，这是朋克的先声夺人，是一张神奇的唱片」。随后，西蒙侬与The Stranglers乐队的贝斯手J.J. Burnel发生冲突。这是「第一次由朋克乐队竞争引发的争吵，它影响了当年的朋克氛围，损坏了那些在乐队之间推动团结精神的尝试」。
罗兹坚持认为The Clash在变得更加默契之前不应再次进行现场演出，因此他们在接下来的一个月里进行了密集的排练。并且在接下来的五周都没有进行公开演出。据斯特拉莫说，乐队致力于创造独特的身份，他说：
我加入The Clash的那天实际上让我回到了零点。朋克的一个特点就是你必须摆脱以前所认识的一切。我们当时甚至有点斯大林主义，因为我们在强制自己摆脱所有以前认识的朋友，以前的演奏方式，甚至以前所知道的一切。
乐队在卡姆登镇有一间排练室，有时也会在排练室楼上的办公室开会。斯特拉莫和琼斯承担了乐队大部分的歌词写作；根据琼斯的说法：「乔会给我歌词，而我会把它们写成一首歌」。而斯特拉莫说：「伯尼（Bernie）会说，『一个又一个问题。不要写那种情歌，写点那些影响你的事情，写点真正重要的事情』」。但琼斯后来表示：「伯尼几乎参与了乐队的一切，也不只是歌词——他没有帮我们写歌词，没有像传言的那样告诉我们不要写情歌——这是一种简化版本。他只是告诉我们要写我们知道的东西」。
乐队大多数歌曲的主唱是斯特拉莫。琼斯也有时候担任主唱，但他很少在一张专辑里主唱超过一首单曲，尽管该乐队最成功的两首歌曲都由他主唱。1976年8月13日，乐队穿着满是颜料的杰克逊·波洛克风格服装，在他们的 Camden 工作室里为一小部分，包括Sounds 杂志评论家乔瓦尼·达达莫在内的受邀观众表演，随后，乔瓦尼·达达莫将乐队描述为「一列失控的火车......非常有力，他们是第一支真正能吓坏性手枪的新乐队」。
1976年8月29日，乐队和曼彻斯特的 Buzzcocks 乐队在 The Screen on the Green 电影院为性手枪做开场表演；这是乐队自7月4日以来的首次公开演出。这场由三个乐队共同参与的演出被视为英国朋克浪潮合流的关键节点[30]；《新音乐快递》的评论家查尔斯·夏尔·默里写道：「The Clash 是那种应该在发动机还没熄火的时候赶紧被送回车库的车库乐队」。后来，斯特拉莫说默里的评论启发了乐队创作「Garageland」。
9月初，莱文被从乐队中解雇。根据斯特拉莫的说法，莱文因为滥用安非他命而对参与乐队活动的兴趣日益减少，这一说法被莱文否认。1976年9月21日，乐队在100 Club Punk Special音乐节里首次在没有莱文参与的情况下，与性手枪、苏西与女妖、以及Subway Sect乐队共同进行公开演出。11月底，柴姆斯离开乐队，他被乐队在12月的 Anarchy Tour 中支持性手枪的活动中短暂被 Rob Harper 替代。
乐队经常在歌曲和采访中宣传左翼内容，唱到了各种社会问题，比如职业机会、失业以及对种族主义和压迫的必要反击。1976年，乔·斯特拉莫说：「我们是反法西斯主义者，我们是反暴力主义者，我们是反种族主义者，同时我们还是创造主义者」。但是这并不代表乐队完全支持无政府主义，1976年10月，斯特拉莫还说：「我不相信那一套无政府主义的胡说八道！」根据米克·琼斯的说法：「重要的是去鼓励人们为了自己而行动，为了自己而思考，并为了自己而争取权利」。
1976年8月29日，乐队参加诺丁山嘉年华会，会上发生了黑人青年与警察的对抗，这一民权事件对乐队的政治立场发展有重要影响，还激发乔·斯特拉莫创作了政治讽刺歌曲「White Riot」。诺丁山嘉年华会骚乱的照片被用作乐队的舞台背景以及首张专辑的封面，并被印在乐队周边徽章和T恤上。

## 衍生阅读
- Clash, The. . London: Atlantic Books. 2008. ISBN 978-1-84354-788-4. OCLC 236120343.
- Andersen, Mark; Heibutzki, Ralph. . Brooklyn: Akashi. 2018. ISBN 9781617752933.
- Egan, Sean (2014). The Clash: The Only Band That Mattered. Maryland: Rowman & Littlefield. ISBN 978-0-8108-8875-3.
- Garcia, Danny. . London: Thin Man Press. 2013. ISBN 978-0-9562473-2-2.
- Green, Johnny & Garry Barker.  3rd. London: Orion. 2003 [1997]. ISBN 0-7528-5843-2. OCLC 52990890.
- Gruen, Bob & Chris Salewicz.  3rd. London: Omnibus. 2004 [2001]. ISBN 1-903399-34-3. OCLC 69241279.
- Kaye, Lenny; Lester Bangs; Kosmo Vinyl.  2nd. New York: Sony Music. 2000 [1991]. OCLC 54426634.
- Lowry, Ray. . Warwick: Angry Penguin. 2007. ISBN 978-1-906283-36-0. OCLC 165412921.
- Miles, Barry. . London and New York: Omnibus Press. 1981. OCLC 7676911.
- Needs, Kris. . London: Plexus. 2005. ISBN 0-85965-348-X. OCLC 53155325.
- Quantick, David. . Kill Your Idols. London: Unanimous. 2000. ISBN 1-903318-03-3. OCLC 59417418.
- Smith, Pennie. . Boston: Little, Brown. 1980. ISBN 0-316-80169-0. OCLC 8034340.
- Tobler, John & Miles, Barry. . London and New York: Omnibus. 1983. ISBN 0-7119-0288-7. OCLC 21335564.

## 外部连接
- The Clash Website
- 摇滚名人堂上的衝擊合唱團
- 衝擊合唱團在Allmusic上的頁面
- 衝擊合唱團的Discogs页面（英文）
- YouTube上的衝擊合唱團頻道
- 遗产唱片官方网站 （页面存档备份，存于）
- Documentary of The Clash on YouTube by Google Play
- The Clash: London Calling exhibit （页面存档备份，存于）